# Moises Béhar
Moisés Behar (Huehuetenango, Guatemala, 28 de agosto de 1922-Jerusalén, 14 de febrero de 2015) es un médico guatemalteco, pediatra y con doctorado en Salud Pública. Además, es especialista en orquídeas, a nivel mundial.

## Algunas publicaciones
- 1964. La incaparina. INCAP publication. 14 pp.
- 1976. La ecología del subdesarrollo. Selecciones de población. Ed. Population Reference Bureau. 10 pp.

### Libros
- Fernando Viteri, Moisés Behar, Jorge Alvarado. 1971. El problema de la desnutrición proteínico-calórica en el istmo centroamericano. Nº 7 de Publicaciones científicas. 113 pp.
- Béhar, M; Ricardo Bressani. 1971. Recursos proteínicos en América Latina: memorias de una conferencia de nivel latinoamericano celebrada en el Instituto de Nutrición de Centro América y Panamá (INCAP), ciudad de Guatemala, del 24 al 27 de febrero de 1970. Ed. INCAP. 507 pp.
- Behar, M. 1993. Orchids of Guatemala. ICONOS, The Guatemalan Orchid Society. 32 pp.
- ----; Otto Tinschert. 1998. Guatemala y sus Orquideas/Guatemala and its Orchids. Guatemala Ciudad: MayaPrin/Trade Litho, 240 pp. [libro con CDROM; 261 especies en 100 géneros
- ----; ----. 1998. Guatemala y sus Orquideas/Guatemala and its Orchids. Guatemala City: Bancafé, Edición bilingüe castellano-inglés, contiene CDROM
- La abreviatura «Béhar» se emplea para indicar a Moises Béhar como autoridad en la descripción y clasificación científica de los vegetales.[2]